# Marianne Grunberg-Manago
Marianne Grunberg-Manago (* 6. Januar 1921 in Petrograd; †  3. Januar 2013 in Paris) war eine französische Biochemikerin.

## Leben

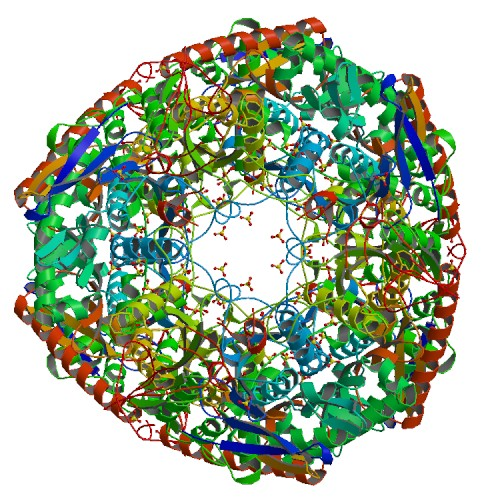
Struktur der PNPase

Grunberg-Manago stammte aus einer Künstlerfamilie und ging mit ihrer Familie 1921 nach Frankreich. Sie studierte Biochemie in Paris und war ab 1953 als Postdoktorandin im Labor von Severo Ochoa in New York, wo sie 1955 Polynukleotid-Phosphorylase (PNPase) entdeckte. Das war das erste Enzym zur direkten Synthese von RNA (vorher waren RNA-Polymerasen bekannt, die aber DNA benötigen) und wurde als solches bald danach von Marshall Nirenberg und Heinrich Matthaei in ihren klassischen Experimenten zum genetischen Code benutzt (Poly-U-Experiment).
Auch Grunberg-Manago war an der Aufklärung verschiedener Prozesse bei der Transkription von Genen beteiligt und befasste sich am Labor von E. Aubel am Institut de Biologie physicochimique in Paris mit biochemischen Fragen des Stoffwechsels von Bakterien. 1967 wurde sie dort Chef de service. Sie war Forschungsdirektorin des CNRS und 1977 bis 1982 Professorin an der Universität Paris VII. 1977 war sie Gastprofessor an der Harvard University.
Sie wurde am 31. Oktober 1977 zum Korrespondenten der Sektion Molekular- und Zellbiologie der Académie des sciences und am 1. März 1982 zum Vollmitglied der Sektion gewählt. Sie ist die einzige Frau der Académie des sciences, die seit ihrer Gründung zur Vorsitzenden gewählt wurde (1995–1996).

## Weitere Ehrungen, Preise und Mitgliedschaften (Auswahl)
- 1964: Mitglied des EMBO.
- 1966: Prix Charles-Léopold Mayer
- 1978: Mitglied der American Academy of Arts and Sciences
- 1982: Mitglied der National Academy of Sciences
- 1988: Mitglied der Russischen Akademie der Wissenschaften
- 1988: Mitglied der Academia Europaea
- 1992: Mitglied der American Philosophical Society
- 2008: Großoffizier der Ehrenlegion
- Komtur des Ordre national du Mérite
- Auswärtiges Mitglied der Polnischen Akademie der Wissenschaften
- Auswärtiges Mitglied der Nationalen Akademie der Wissenschaften der Ukraine